# Thunbergia fischeri
Thunbergia fischeri är en akantusväxtart som beskrevs av Adolf Engler. Thunbergia fischeri ingår i släktet thunbergior, och familjen akantusväxter. Inga underarter finns listade i Catalogue of Life.

## Bildgalleri

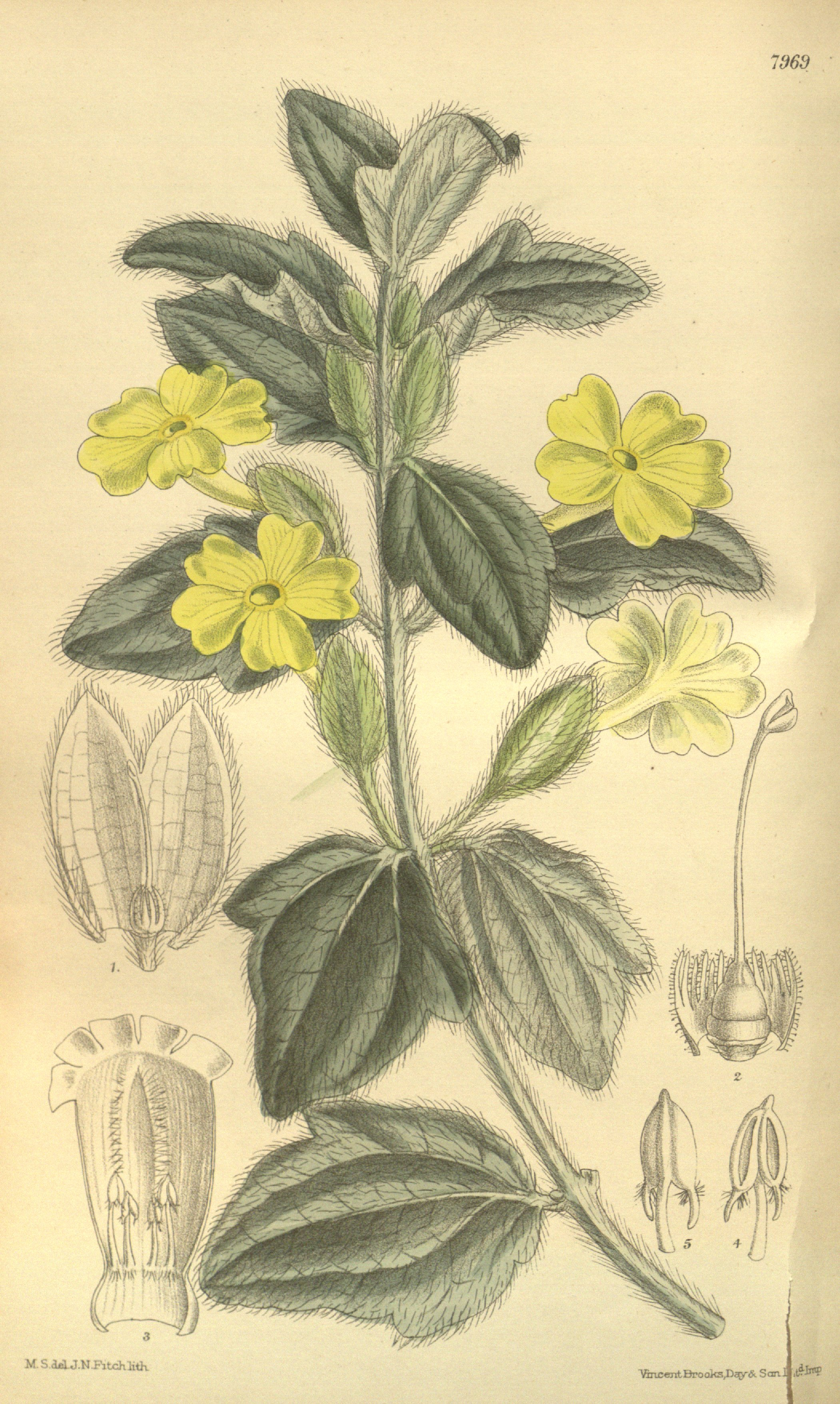